# The Ethiopians

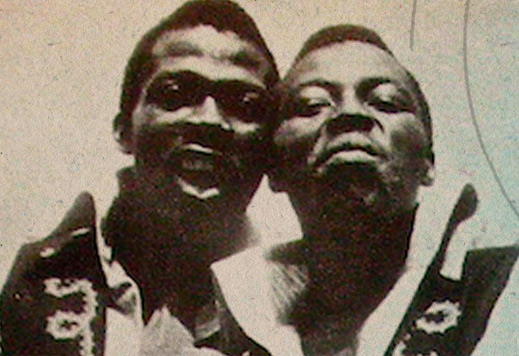
The Ethiopians.

The Ethiopians est un groupe de ska, de rocksteady et de reggae jamaïcain fondé en 1966 par Leonard Dillon, Stephen Taylor et Aston Morris. Ce trio a composé un nombre important de succès entre le milieu des années 1960 et le début des années 1970, le groupe a également été l’un des premiers groupes jamaïcains à se produire largement en Grande-Bretagne.

## Origines
The Ethiopians a été fondé par Leonard Dillon (9 décembre 1942 – 28 septembre 2011) avec Stephen « Tough Cock » Taylor (né en 1944 à St Mary) et Aston « Charlie » Morrison à la fin de la période ska.  Dillon était un tailleur de pierre de la petite communauté de Boundbrook, située à la périphérie de la ville côtière du nord-est de Port Antonio, où il a été élevé par ses grands-parents dans une famille adventiste stricte du septième jour. Avec son grand-père maître de chapelle dans l’église locale, Dillon avait de bonnes bases musicales dès son plus jeune âge. Alors qu’il fréquentait encore le lycée, il a joué avec un groupe local connu sous le nom de Playboys (plus tard rebaptisé Ray and the Gladiators), la mélodie de sa voix lui valant le surnom de « Sparrow » (perroquet). 
Comme beaucoup de ses pairs, Dillon a déménagé à Kingston vers la fin de son adolescence à la recherche de travail, restant d’abord dans une petite cabane dans le bidonville de Back-O-Wall, à l’ouest de Kingston. Il s’est rendu à Fellsmere, en Floride, en 1963 avec un contrat de travail agricole saisonnier, et après son retour à Kingston en 1964, il s’est installé à Trench Town, logeant chez la tante du célèbre deejay King Sporty, qu’il connaissait depuis ses jours à Port Antonio. À Trench Town, Dillon rencontre Peter Tosh qui le présente à Bob Marley et Bunny Livingston, ses collègues chanteurs des Wailers. Une audition a été rapidement organisée au Studio One, où les Wailers enregistraient certains des plus grands succès de la journée, ce qui a conduit Dillon à produire se spremiers morceaux. Trois chansons ont été jouées par les Wailers, dont une chanson préférée du sound system appelée « Ice Water », basée sur des paroles de double sens, tandis que « Suffering On The Land » et « Beggars Have No Choice » étaient plus concernées par la dureté de la vie dans le ghetto; une quatrième chanson, « Woman, Wine And Money », met en vedette Delroy Wilson à l’harmonie. Toutes les chansons ont été publiées sur des singles 7 pouces (180 mm) 45 tours, crédités à Jack Sparrow. Peu de temps après la sortie de ces singles, grâce aux efforts du Centre de réorganisation éthiopien de Waterhouse (créé par les anciens Nasser King et Daddy King), Dillon est entré dans la foi rastafari, à laquelle il est resté attaché par la suite. 

## Fondation
Les ventes de disques de Jack Sparrow n’étaient pas particulièrement élevées et les Wailers se concentraient sur leur propre carrière. Notant que les groupes d’harmonie faisaient fureur en Jamaïque, Dillon quitta par la suite l’écurie Studio One pour former son propre groupe d’harmonie avec Taylor, Morrison et un jeune connu sous le nom de Foresight, qu’il rencontra dans la rue à Waterhouse; le Centre éthiopien de réorganisation est devenu leur principal lieu de répétition. Foresight a abandonné tôt, donc au moment où Dillon a ramené le groupe à Studio One, ils étaient un trio, débattant pour savoir s’il fallait s’appeler les Heartaches ou les Ethiopians, jusqu’à ce que le fondateur de Studio One, Clement « Sir Coxsone » Dodd, déclare de manière décisive que ce dernier était plus distinctif et plus approprié pour un groupe spirituel. Les premières chansons que le groupe enregistre à Studio One incluent « Live Good », « Why You Gonna Leave Me Now » et le classique rocksteady « Owe Me No Pay Me », produit par Lloyd Daley, et destiné à un homme connu sous le nom de Stampede qui devait de l’argent à Dillon. La nature incertaine de l’industrie de la musique a amené Morrison à quitter le groupe, car il avait une jeune famille à soutenir. Sans se laisser décourager par son départ, Dillon et Taylor sont retournés au Studio One pour enregistrer une demi-douzaine de morceaux, dont le vantard « I’m Gonna Take Over Now », et un numéro de ska tardif appelé « I Am Free », qui fustigeait un amant infidèle. 

## Succès
Ils enregistrent d'abord pour Coxsone Dodd (Live Good, Free Man), puis Aston Morris quitte le groupe en 1967. Le groupe reste alors en duo et, accompagnés de Lynn Taitt and the Jets, ils sortent chez Sonia Pottinger de nombreux disques dont, Engine 54 et leur hymne Train To Skaville, qui se classera dans les charts britanniques pendant 6 semaines, culminant à la 40e place. Ils enregistrent abondamment chez Sir J.J. de 1969 à 1971 (Morriss est remplacé temporairement par Melvin Reid), ainsi que chez de nombreux autres producteurs comme Prince Buster ou Lee Perry.
Stephen Taylor est renversé et tué par un véhicule en 1975, laissant Leonard Dillon seul aux commandes du groupe. Il enregistre quelques derniers disques sous le nom d'Ethiopian, et sort encore plusieurs albums du groupe.

## Discographie

### Albums
- 1969 - Reggae Power
- 1977 - Slave Call
- 1979 - Everything Crash
- 1986 - Dread Prophecy (avec The Gladiators comme musiciens)
- 1994 - Owner Fe De Yard
- 1999 - Tuffer Than Stone (avec les choristes Jennifer Lara et Merlene Webber)
- 2012 - Leonard Dillon The Ethiopian featuring The Silvertones (enregistré en 2009)
- 2017 - The Return Of Jack Sparrow (enregistré en 1987)

### Compilations
Entre parenthèses l'année de sortie
- 1967-75 - No Baptism (The Ethiopians & The Tribe) (1991)
- 196X-7X - Reggae Hit The Town (1999)
- 1968-73 - Sir J.J. And Friends (The Ethiopians & Various Artists) (1993)
- 1966-72 - The Original Reggae Hit Sound (1986)
- 196X-7X - The World Goes Ska (1992)
- 1966-75 - Train To Skaville (2001)
- 1968-73 - Woman Capture Man (1994)